# فاليري يونغ
فاليري يونغ (بالإنجليزية: Valerie Young) هي منافسة ألعاب القوى نيوزيلندية، ولدت في 10 أغسطس 1937 في أشبورتون ‏ في نيوزيلندا.

## وصلات خارجية
- فاليري يونغ على موقع الاتحاد الدولي لألعاب القوى (الإنجليزية)
- فاليري يونغ على موقع اللجنة الأولمبية الدولية (الإنجليزية)
- فاليري يونغ على موقع أوليمبيديا (الإنجليزية)
- فاليري يونغ على موقع اللجنة الأولمبية النيوزيلندية (الإنجليزية)
- فاليري يونغ على موقع اتحاد ألعاب الكومنولث (مؤرشف) (الإنجليزية)
- فاليري يونغ على موقع قاعة نيوزيلندا للمشاهير الرياضية (الإنجليزية)